# Biocontenció
La biocontenció, un terme força relacionat amb la bioseguretat, està, fortament relacionada als factors físics i constructius associats amb el disseny d'una instal·lació, i implica una participació activa de arquitectes, enginyers i equips constructius sota unes directius estrictes per part dels usuaris finals. La biocontenció és un assumpte altament tècnic i tecnològic (sistemes electrònics accés personal, calefacció, ventilació, estanquitat instal·lacions, filtració absoluta d'aire, tractament efluents i residus sòlids eficientment inactivadors, sistemes de descontaminació, etc.) en el que hi ha pocs estàndards reconeguts. És un element crucial, ja que el cost d'una instal·lació de biocontenció (nivell 3 bioseguretat) és de l'ordre de 2 a 4 vegades més alt que una instal·lació de nivell bioseguretat 2 (un laboratori microbiològic estàndard), i els seus costos operacionals seran de l'ordre de 4 a 8 vegades més alts (Abad et al., 2010). S'estima que les despeses de manteniment per instal·lacions de màxima contenció és entre el 10 i el 15% anual de les despeses de construcció, ja de per si molt elevades (Heckert et al., 2011). Qualsevol mesura estructural no ben presa en el seu moment tindrà un impacte creixent al llarg del temps.
Segons l'Organització Mundial de la Salut es distingeixen quatre nivells de bioseguretat, de NBS1 a NBS4 relacionats, si bé no exactament i directament, amb els grups de risc microbiològic. Els laboratoris, segons aquesta classificació, s'ordenen tal com segueix: laboratoris bàsics, nivells de bioseguretat 1 i 2; laboratoris de biocontenció, nivell de bioseguretat 3; i nivell de bioseguretat 4 assignat als laboratoris de màxima biocontenció.

## Alta biocontenció
El nivell de bioseguretat 3, o nivell de contenció, o alta contenció, on es fan activitats diagnòstiques especials o recerca amb patogens del GR3, es sustenta en pràctiques del nivell de bioseguretat 2 més roba especial, accés controlat de personal i pressió negativa, que determina un flux direccional d'aire cap a l'interior de la instal·lació evitant així la potencial sortida contra-corrent dels patogens. La barrera primària són les campanes o cabines de seguretat biològica, CSB, (que en un nivell de bioseguretat 2 són opcionals, únicament quan les activitats generin aerosols) que s'han de fer servir sempre que es manipulin mostres.

### Descripció Laboratori d'alta contenció, nivell de bioseguretat 3 (segons manual de la OMS)
Només s'enumeren els elements de disseny i constructius, no els protocols ni les actuacions que entren més dintre del terme bioseguretat. Les directrius sobre disseny i instal·lacions del laboratori corresponents als laboratoris bàsics -nivells de bioseguretat 1 i 2- s'apliquen també en aquest cas, amb algunes modificacions, sempre cap a una major seguretat i restricció:
1. El laboratori ha d'estar separat de les zones de l'edifici per les quals es pot circular sense restriccions. Pot aconseguir-se una separació suplementària habilitant el laboratori al fons d'un passadís o instal·lant un envà amb porta o un sistema d'accés que delimiti un petit vestíbul (per exemple, entrada de doble porta) destinat a mantenir la diferència de pressions entre el laboratori i l'espai adjacent. El vestíbul ha de tenir una zona per separar la roba neta de la bruta, i també pot ser necessària una dutxa.
2. Les dobles portes d'accés al laboratori han de ser de tancament automàtic i disposar d'un mecanisme commutat, de manera que només una d'elles estigui oberta al mateix temps. Per a ús en cas d'emergència és possible col·locar una mampara que es pugui trencar.
3. Les superfícies de les parets, terres i sostres han de ser impermeables i fàcils de netejar i desinfectar. Totes les obertures existents en aquestes superfícies (per exemple, per canonades de serveis; gas, aigua, electricitat, informàtica) han d'estar segellades per facilitar la descontaminació dels locals.
4. La sala del laboratori s'ha de poder precintar per procedir a la seva descontaminació. Els sistemes de conducció d'aire han d'estar construïts de manera que sigui factible la descontaminació amb gasos (formaldehid, peròxid d'hidrogen).
5. Les finestres no poden ser practicables, han d'estar tancades hermèticament i portar vidres resistents al trencament.
6. Als voltants de totes les portes de sortida del laboratori hi haurà un lavabo que no necessiti ser accionat amb la mà.
7. Hi ha d'haver un sistema de ventilació forçada que estableixi un flux direccional cap a dins del laboratori; és el que anomenem pressió negativa, molts cops en cascada, entre diferents compartiments del laboratori. S'instal·larà un dispositiu de vigilància visual, amb alarma o sense, perquè el personal pugui comprovar en tot moment que el corrent d'aire circula en el sentit desitjat.
8. El sistema de ventilació de l'edifici ha d'estar construït de manera que l'aire del laboratori de contenció -nivell de bioseguretat 3- no es dirigeixi a altres zones de l'edifici. L'aire pot ser filtrat per un sistema HEPA, recondicionat i recirculat dins el laboratori. Quan l'aire del laboratori (no de les CSB) s'expulsa directament a l'exterior de l'edifici, ha de dispersar-se lluny dels edificis ocupats i de les seves preses d'aire. Segons els agents amb els que s'estigui treballant, aquest aire pot evacuar-se a través de filtres HEPA (NB: la immensa majoria de les instal·lacions NBS3 o de contenció acostumen a portar filtració absoluta d'aire a la seva sortida). Pot instal·lar-se un sistema de control de la calefacció, la ventilació i l'aire condicionat per impedir una pressió positiva sostinguda en el laboratori. Cal estudiar la possibilitat d'instal·lar alarmes audibles o clarament visibles per alertar el personal de possibles fallades del sistema de calefacció, ventilació i aire condicionat.
9. Tots els filtres HEPA hauran d'estar instal·lats de manera que permetin la seva descontaminació amb gasos (altre cop formaldehid o peròxid de di-hidrogen) i la realització de proves.
10. Les CSB han d'estar allunyades de les zones de pas i dels llocs d'encreuament de corrents procedents de portes i sistemes de ventilació.
11. L'aire que surt de les CSB de les classes I o II, i que hi haurà passat per filtres HEPA, haurà expulsar-se de manera que no es pertorbi l'equilibri de l'aire a la cambra ni en el sistema d'evacuació de l'edifici.
12. Dins el laboratori de contenció hi ha d'haver un autoclau per descontaminar el material de rebuig contaminat. Si cal treure aquest material de rebuig del laboratori de contenció per a la seva descontaminació i eliminació, caldrà transportar en recipients hermètics, irrompibles i impermeables d'acord amb les normes nacionals o internacionals, segons escaigui.
13. El sistema de proveïment d'aigua ha d'estar dotat de dispositius contra el reflux. Els tubs de buit han d'estar protegits amb sifons amb desinfectant líquid i filtres HEPA o el seu equivalent. Les bombes de buit alternatives també han d'estar degudament protegides amb sifons i filtres.
14. El disseny de les instal·lacions i els procediments de treball del laboratori de contenció -nivell de bioseguretat 3- han d'estar documentats.

## Màxima biocontenció
El nivell de bioseguretat 4, o nivell de màxima biocontenció, es construeix sobre el nivell de bioseguretat 3, afegint vestits pressuritzats, amb pressió positiva, pels operaris, que reben aire no contaminat des de l'exterior. La sortida del personal és després d'una dutxa química (no d'aigua, molt habitual en molts centres de nivell de bioseguretat 3). Eliminació especial de residus; l'aire és filtrat per filtres absoluts; els efluents líquids son inactivats per mètodes tèrmics o químics i els residus sòlids són esterilitzats a l'autoclau. L'autoclau és de doble porta (porta cap a interior i porta cap a exterior). Pressió negativa en tota la instal·lació i portes i enclavatges hermètics. El treball amb les mostres es fa en cabines de seguretat biològica (CSB) de classe III o bé en CSB de Classe II però llavors sempre proveïts de vestits de pressió positiva.

### Descripció del laboratori de màxima contenció, nivell de bioseguretat 4 (segons manual de la OMS)
Els requisits del laboratori de contenció -nivell de bioseguretat 3- apliquen també els laboratoris de contenció màxima -nivell de bioseguretat 4-, amb la addició dels següents elements de disseny, constructius o de pràctica:
1.Contenció primària. Hi ha d'haver un sistema eficient de contenció primària que comprengui un o més dels següents elements:
- Laboratori amb Cabines de Seguretat Biològica (CSB) de classe III. S'exigeix el pas a través d'un mínim de dues portes abans d'accedir a la sala que conté la CSB de classe III (sala de la cabina). En aquest disseny de laboratori la CSB de classe III proporciona la contenció primària. Hi ha una dutxa personal amb vestuaris interior i exterior. Els estris i materials que ingressen a la sala de la càmera a través de la zona de vestuari s'introdueixen per una autoclau o una càmera de fumigació de doble porta. Un cop degudament tancada la porta exterior, el personal que es troba dins del laboratori pot obrir la porta interior per recollir els materials. Les portes de la autoclau o la càmera de fumigació estan dissenyades de tal manera que la porta exterior no pugui obrir-se a menys que la autoclau hagi completat un cicle d'esterilització o la càmera de fumigació hagi estat descontaminada.

- Laboratori dissenyat per treballar amb vestits especials. El disseny i les instal·lacions d'un laboratori destinat a la feina amb vestits protectors amb respirador autònom difereix considerablement d'un laboratori de nivell de bioseguretat 4 amb CSB de classe III. Les sales d'aquest tipus de laboratori estan disposades de tal manera que es dirigeix al personal a través de les zones de vestuari i descontaminació abans d'entrar a les zones on es manipula el material infecciós. Hi ha d'haver una dutxa de descontaminació de vestits, que serà utilitzada pel personal abans d'abandonar la zona de contenció del laboratori. Hi haurà una altra dutxa personal amb vestuaris interior i exterior. El vestit especial serà d'una peça, dotat de pressió positiva i amb subministrament d'aire filtrat per HEPA. L'aire del vestit serà proporcionat per un sistema que tingui una capacitat redundant del 100% amb una font d'aire independent, per utilitzar-la en cas d'emergència.

1. L'entrada a la zona del laboratori destinada al treball amb vestits especials es realitzarà per una càmera dotada de portes de tancament hermètic. Aquests laboratoris disposaran d'un sistema apropiat d'alarma que el personal pugui utilitzar en cas de fallada del sistema mecànic o d'aire.
2. Accés controlat. El laboratori de contenció màxima - nivell de bioseguretat 4- ha d'estar situat en un edifici independent o en una zona clarament delimitada a l'interior d'un edifici protegit. L'entrada i la sortida del personal i dels subministraments es faran a través de càmeres de tancament hermètic o sistemes de caixa de pas. A l'entrar, el personal es mudarà completament de roba i en sortir es dutxarà abans de tornar a posar-se la roba de carrer.
3. Sistema de ventilació controlada. S'ha de mantenir la pressió negativa dins de les instal·lacions. Tant l'aire d'entrada com el de sortida ha de passar per filtres HEPA. Hi ha diferències considerables entre els sistemes de ventilació dels laboratoris amb CSB de classe III i els laboratoris on cal treballar amb vestits especials:

- Laboratori amb cabines de seguretat biològica (CSB) de classe III. L'aire subministrat a les CSB de classe III pot procedir de d'interior de la sala i travessar un filtre HEPA muntat a la cambra o directament del sistema d'entrada d'aire. L'aire evacuat de la CSB de classe III ha de travessar dos filtres HEPA abans de sortir a l'exterior de l'edifici. La cabina ha de funcionar en tot moment a pressió negativa respecte del laboratori circumdant. Cal un sistema de ventilació exclusiu que no faci recircular l'aire per al laboratori.
- Laboratori dissenyat per treballar amb vestits especials. Calen sistemes exclusius de subministrament i evacuació de l'aire de la sala. Els components de subministrament i evacuació del sistema de ventilació estaran equilibrats de tal manera que el flux d'aire dins de la zona de treball amb vestit protector vagi des de les zones de menys perill a les de major perill. Es necessiten ventiladors extractors redundants per garantir que les instal·lacions es mantenen en tot moment a pressió negativa. Han de vigilar-se les diferències de pressió dins del laboratori i entre el laboratori i les zones adjacents, així com el flux de l'aire en els components de subministrament i evacuació del sistema de ventilació, i s'ha d'utilitzar un sistema de control apropiat per impedir la pressurització del laboratori.

1. L'aire subministrat a la zona de treball amb vestits especials i a la dutxa i a les càmeres de descontaminació amb tancament hermètic ha de passar per filtres HEPA. L'aire evacuat del laboratori ha de travessar dos filtres HEPA abans de sortir a l'exterior. Una altra possibilitat és que, després d'una doble filtració per HEPA, l'aire es recirculi, però només dins del laboratori; en cap circumstància l'aire evacuat del laboratori de nivell de bioseguretat 4 dissenyat per treballar amb vestits especials es reciclarà a altres zones. Ha obrar amb la màxima precaució si es tria el sistema de recirculació d'aire dins del laboratori.
2. Han tenir-se en compte els tipus de recerca que es realitzen, l'equip, les substàncies químiques i altres materials utilitzats, així com les espècies d'animals que puguin intervenir en la investigació. Tots els filtres HEPA seran provats i certificats un cop l'any.
3. Els filtres HEPA d'estar instal·lats de tal manera que permetin la seva descontaminació in situ abans de retirar-los. Una altra possibilitat és retirar el filtre i col·locar-lo en un recipient primari tancat i hermètic per a la seva ulterior descontaminació i/o destrucció per incineració.
4. Descontaminació d'efluents. Tots els efluents de la zona de treball amb vestits especials, la càmera i la dutxa de descontaminació o la CSB de classe III seran descontaminats abans de la seva eliminació definitiva. El mètode d'elecció és el tractament tèrmic. Caldrà corregir el pH d'alguns efluents abans de evacuar-los. L'aigua de la dutxa personal i els lavabos es pot abocar directament al clavegueram sense tractament previ.
5. Esterilització de les deixalles i materials. La zona del laboratori ha de comptar amb una autoclau de doble porta. S'ha de disposar d'altres mètodes de descontaminació per a aquells elements de l'equip que no suportin l'esterilització per vapor.
6. Accessos amb entrada de tancament hermètic per a mostres, materials i animals.
7. Hi ha d'haver línies de subministrament elèctric exclusives i d'emergència.
8. S'instal·laran embornals de contenció.

La gran complexitat de la feina que es porta a terme als laboratoris del nivell de bioseguretat 4 fa necessari elaborar un manual de treball detallat que, a banda, s'ha d'assajar en els exercicis de capacitació. A més, s'elaborarà un programa d'emergència. En la preparació d'aquest programa caldrà comptar amb la col·laboració activa de les autoritats sanitàries nacionals i locals, i la participació d'altres serveis d'emergència (per exemple bombers, policia i serveis hospitalaris).